# 앤덥
앤덥(본명: 한별, 1993년 3월 28일 ~ )은 대한민국의 래퍼이다. 대한민국 힙합 크루 '벅와일즈(Buckwilds)'에 소속된 랩퍼로 그 크루의 가장 나이가 어린 래퍼로도 잘 알려져있다.

## 학력
- 서울공연예술고등학교 실용음악과
- 경기대학교 청소년학과
- 대구 매호초등학교 졸업

## 음반
- 《The Speaker of Teen》 (2010년)
- 《I Keep Going》 (2011년)
- 《20》 (2012년)
- 《Cupcake Project》 (2012년)
- 《The Way You Are》 (2013년)
- 《Bootleg - No Title》 (2014년)
- 《기시감》 (2015년)
- 《Let`s Talk About》 (2015년)
- 《이게 난데》 (2015년)
- 《Talk about : L》 (2016년)
- 《너》 (2016년)
- 《싱숭》 (2017년)
- 《뭐 어쩔꺼》 (2017년)

## 영화
- 《박화영》 (2018년) - 우진 역
- 《변산》 (2018년) - 앤덥 역
- 《나의 특별한 형제》 (2019년) - 래퍼 역
- 《니나 내나》 (2019년) - 앤디 역